# Megan Mullally
Megan Mullally (Los Angeles, Kalifornia, 1958. november 12. –) kétszeres Primetime Emmy-díjas amerikai színésznő, humorista és énekesnő.
Legismertebb alakítása Karen Walker az NBC Will és Grace (1998–2006, 2017–) című sorozatában. A szereppel összesen nyolc Primetime Emmy-jelölést szerzett, mint legjobb női mellékszereplő vígjátéksorozatban, ebből két alkalommal, 2000-ben és 2006-ban bizonyult a legjobbnak a kategóriában. Emellett egyéb díjakkal is büszkélkedhet; hét egymást követő évben jelölték Screen Actors Guild-díjra legjobb színésznő vígjátéksorozatban-kategóriában, három, egymást követő győzelemmel (2001–2003) és négy Golden Globe-jelölést is magáénak tudhat.
2006 és 2007 között a The Megan Mullally Show házigazdája volt. Állandó szereplőként tűnt fel olyan sorozatokban, mint az In the Motherhood, a Childrens Hospital, a Partiszerviz színész módra és a Simlisek. Vendég- és visszatérő szerepekben látható egyebek mellett a Városfejlesztési osztály, a Happy Endings – Fuss el véle!, a Bob burgerfalodája, A stúdió, az Éjjel-nappal szülők, a Boston Legal – Jogi játszmák és a Christine kalandjai című televíziós műsorokban.
A mozivásznon szerepelt többek között a Szárazon (2012), A nyár királyai (2013) és a Miért pont Ő? (2016) című filmekben.

## Filmográfia

### Film
| Év   | Magyar cím                                          | Eredeti cím                                                 | Szerep                  | Magyar hang        |
| ---- | --------------------------------------------------- | ----------------------------------------------------------- | ----------------------- | ------------------ |
| 1983 | Kockázatos üzlet                                    | Risky Business                                              | call girl               |                    |
| 1985 | Csak egy harapás                                    | Once Bitten                                                 | Suzette                 |                    |
| 1986 |                                                     | Last Resort                                                 | Jessica Lollar          |                    |
| 1986 | Mi történt az éjjel?                                | About Last Night                                            | Pat                     |                    |
| 1986 | Kék bársony (törölt jelenet)                        | Blue Velvet                                                 | Louise                  |                    |
| 1991 | Együtt a csapat                                     | Queens Logic                                                | Dolores                 |                    |
| 1999 | Mindenütt jó                                        | Anywhere But Here                                           | autót vásárló nő        |                    |
| 1999 |                                                     | Best Man in Grass Creek                                     | munkatárs               |                    |
| 2000 |                                                     | Everything Put Together                                     | Barbie                  |                    |
| 2001 | Talpig majom                                        | Monkeybone                                                  | Kimmy Miley             |                    |
| 2001 | Ami a szexet illeti                                 | Speaking of Sex                                             | Jennifer Klink          |                    |
| 2002 | Az iskoláját!                                       | Stealing Harvard                                            | Patty Plummer           | Hámori Eszter      |
| 2004 | Stréber                                             | Teacher's Pet                                               | Adele (hangja)          |                    |
| 2005 | Újra a pályán                                       | Rebound                                                     | Walsh igazgató          | Andresz Kati       |
| 2007 | Mézengúz                                            | Bee Movie                                                   | Trudy (hangja)          | Kökényessy Ági     |
| 2009 | Fame – Hírnév                                       | Fame                                                        | Ms. Fran Rowan          | Kökényessy Ági     |
| 2012 | Szárazon                                            | Smashed                                                     | Barnes igazgató         | Götz Anna          |
| 2013 | A nyár királyai                                     | The Kings of Summer                                         | Mrs. Keenan             | Kisfalvi Krisztina |
| 2013 |                                                     | G.B.F.                                                      | Mrs. Van Camp           |                    |
| 2014 |                                                     | Apartment Troubles                                          | Kimberley néni          |                    |
| 2014 | Ernest és Celestine                                 | Ernest & Celestine                                          | Lucienne (angol hangja) |                    |
| 2014 | Szex és haverok                                     | Date and Switch                                             | Patricia                | Sági Tímea         |
| 2014 | Egy igazán csodás nap                               | Alexander and the Terrible, Horrible, No Good, Very Bad Day | Nina                    | Solecki Janka      |
| 2015 | Hotel Transylvania 2. – Ahol még mindig szörnyen jó | Hotel Transylvania 2                                        | Linda (hangja)          | Für Anikó          |
| 2016 | Miért pont Ő?                                       | Why Him?                                                    | Barb Fleming            | Pápai Erika        |
| 2017 |                                                     | Lemon                                                       | Simone                  |                    |
| 2017 |                                                     | Infinity Baby                                               | Hester                  |                    |
| 2017 | A katasztrófaművész                                 | The Disaster Artist                                         | Mrs. Sestero            | Vándor Éva         |
| 2017 |                                                     | Oh Lucy!                                                    | Hannah                  |                    |
| 2019 | Hová tűntél, Bernadette?                            | Where'd You Go, Bernadette                                  | Judy Toll               | Makay Andrea       |
| 2022 | Sorsfordító nyár                                    | Summering                                                   | Stacie                  |                    |
| 2022 | Váratlan szerelem                                   | Crush                                                       | Angie Evans             |                    |
| 2023 |                                                     | First Time Female Director                                  | Marjory                 |                    |
| 2023 | A Dick-ikrek                                        | Dicks: The Musical                                          | Evelyn                  |                    |
| 2024 | Csodás négyes                                       | The Fabulous Four                                           | Alice                   | Zakariás Éva       |

### Televízió
| Év        | Magyar cím                             | Eredeti cím                         | Szerep                                     | Megjegyzések                                                                            |
| --------- | -------------------------------------- | ----------------------------------- | ------------------------------------------ | --------------------------------------------------------------------------------------- |
| 1981      |                                        | The Children Nobody Wanted          | Sharon                                     | tévéfilm                                                                                |
| 1985      |                                        | First Steps                         | Cathy                                      | tévéfilm                                                                                |
| 1986      |                                        | Tall Tales & Legends                | Posy                                       | 1 epizód                                                                                |
| 1986      |                                        | American Playhouse                  | Lilah                                      | 1 epizód                                                                                |
| 1986–1987 |                                        | The Ellen Burstyn Show              | Molly Brewer Ross                          | 13 epizód                                                                               |
| 1988      | Gyilkos sorok                          | Murder, She Wrote                   | Molly Connors                              | 1 epizód                                                                                |
| 1989      |                                        | Almost Grown                        | menyasszony                                | 1 epizód                                                                                |
| 1989      |                                        | China Beach                         | Cindy                                      | 1 epizód                                                                                |
| 1990      |                                        | Wings                               | Cindy                                      | 1 epizód                                                                                |
| 1990      | Gyilkosság a Rainbow Drive-on          | Rainbow Drive                       | Ava Zieff                                  | - tévéfilm - magyar hangja: - Csere Ágnes                                               |
| 1991      |                                        | Dear John                           | Molly                                      | 1 epizód                                                                                |
| 1991      |                                        | My Life and Times                   | Susan                                      | 6 epizód                                                                                |
| 1991–1993 |                                        | Herman's Head                       | Yvonne (hangja)                            | 2 epizód                                                                                |
| 1992      |                                        | The Steadfast Tin Soldier           | Ballerina (hangja)                         | tévéfilm                                                                                |
| 1992      | Vízi zsaruk                            | Fish Police                         | Pearl (hangja)                             | - 6 epizód - magyar hangja: - Földesi Judit                                             |
| 1992      |                                        | Rachel Gunn, R.N.                   | Becky Jo                                   | 13 epizód                                                                               |
| 1993      | A Flintstone család: Subidubidú...!    | I Yabba-Dabba Do!                   | Kovakövi Enikő (hangja)                    | - tévéfilm - magyar hangja: - Kiss Erika - Bogdányi Titanilla                           |
| 1993      | Seinfeld                               | Seinfeld                            | Betsy                                      | 1 epizód                                                                                |
| 1993      |                                        | Hollyrock-a-Bye Baby                | egyéb hangok                               | tévéfilm                                                                                |
| 1993      |                                        | A Flintstone Family Christmas       | Kovakövi Enikő (hangja)                    | rövidfilm                                                                               |
| 1994      | Batman: A rajzfilmsorozat              | Batman: The Animated Series         | Cindy (hangja)                             | 1 epizód                                                                                |
| 1994      |                                        | Couples                             | Beth                                       | tévéfilm                                                                                |
| 1997      |                                        | Ned and Stacey                      | Wendy                                      | 1 epizód                                                                                |
| 1997      | Frasier – A dumagép                    | Frasier                             | Beth Armstrong                             | 1 epizód                                                                                |
| 1997      | Megőrülök érted                        | Mad About You                       | Jane                                       | 1 epizód                                                                                |
| 1997      | Caroline New Yorkban                   | Caroline in the City                | Vanessa Cassidy                            | 1 epizód                                                                                |
| 1997      | A szellemirtók újabb kalandjai         | Extreme Ghostbusters                | egyéb hangok                               | 1 epizód                                                                                |
| 1998      | Divatalnokok                           | Just Shoot Me!                      | Stephanie Griffin-Cooper                   | 1 epizód                                                                                |
| 1998      |                                        | Winchell                            | June Winchell                              | tévéfilm                                                                                |
| 1998–2020 | Will és Grace                          | Will & Grace                        | Karen Walker                               | főszereplő                                                                              |
| 2000      | Űrbalekok                              | 3rd Rock from the Sun               | Renata Albright                            | 1 epizód                                                                                |
| 2002      | Texas királyai                         | King of the Hill                    | Teresa (hangja)                            | egy epizód                                                                              |
| 2002      | Az egyezség                            | The Pact                            | Melanie Gold                               | tévéfilm                                                                                |
| 2006      |                                        | Peep and the Big Wide World         | Pink Quack (hangja)                        | 1 epizód                                                                                |
| 2006      | Így jártam anyátokkal                  | How I Met Your Mother               | Barney anyja (hangja)                      | 1 epizód (Szingliszellem)                                                               |
| 2006      |                                        | Campus Ladies                       | Ms. Powell                                 | 1 epizód                                                                                |
| 2006–2007 |                                        | The Megan Mullally Show             | önmaga (házigazda)                         | - 71 epizód - forgatókönyvíró és producer                                               |
| 2007      | Boston Legal – Jogi játszmák           | Boston Legal                        | Renata Hill                                | 1 epizód                                                                                |
| 2008      |                                        | Bad Mother's Handbook               | Nan                                        | tévéfilm                                                                                |
| 2008      | Christine kalandjai                    | The New Adventures of Old Christine | Margaret                                   | 1 epizód                                                                                |
| 2008–2013 | A stúdió                               | 30 Rock                             | Bev                                        | 3 epizód                                                                                |
| 2008–2016 |                                        | Childrens Hospital                  | Főnök                                      | 60 epizód                                                                               |
| 2009      |                                        | In the Motherhood                   | Rosemary                                   | 7 epizód                                                                                |
| 2009–2015 | Városfejlesztési osztály               | Parks and Recreation                | Tammy Swanson II                           | 9 epizód                                                                                |
| 2010–2023 | Partiszerviz színész módra             | Party Down                          | Lydia Dunfree                              | 11 epizód                                                                               |
| 2011–2013 | Happy Endings – Fuss el véle!          | Happy Endings                       | Dana Hartz                                 | 3 epizód                                                                                |
| 2011–     | Bob burgerfalodája                     | Bob's Burgers                       | Gayle / egyéb hangok                       | 16 epizód                                                                               |
| 2012      | Éjjel-nappal szülők                    | Up All Night                        | Shayna Mund                                | 2 epizód                                                                                |
| 2012      | Simlisek                               | Breaking In                         | Veronica Mann                              | 13 epizód                                                                               |
| 2012–2015 | Randy Cunningham: Kilencedikes nindzsa | Randy Cunningham: 9th Grade Ninja   | Mrs. Marilyn Driscoll (hangja)             | 9 epizód                                                                                |
| 2013      |                                        | Out There                           | Rose Stevens (hangja)                      | 10 epizód                                                                               |
| 2013      | Web-terápia                            | Web Therapy                         | Franny Marshall                            | - 3 epizód - magyar hangja: - Zakariás Éva                                              |
| 2013–2015 |                                        | Axe Cop                             | Anita / egyéb hangok                       | 13 epizód                                                                               |
| 2013–2016 | Szófia hercegnő                        | Sofia the First                     | Miss Nettle (hangja)                       | 3 epizód                                                                                |
| 2014      | Egy rém új feleség                     | Trophy Wife                         | Cricket                                    | 2 epizód                                                                                |
| 2015      | Zűrös végítélet                        | You, Me and the Apocalypse          | Leanne                                     | 7 epizód                                                                                |
| 2016      | Családom, darabokban                   | Life in Pieces                      | Mary-Lynn                                  | 1 epizód                                                                                |
| 2017      | A 404-es dimenzió                      | Dimension 404                       | Stevens igazgató                           | 1 epizód                                                                                |
| 2019      | 25. Screen Actors Guild-gála           | 25th Screen Actors Guild Awards     | önmaga (házigazda)                         | különkiadás                                                                             |
| 2019–     | É-szakik                               | The Great North                     | Alyson Lefebvrere / Dorothy Tuntley (hang) | - visszatérő szerep - magyar hangja: - Zakariás Éva (Alyson) - Kocsis Mariann (Dorothy) |
| 2021–2024 | A Simpson család                       | The Simpsons                        | Sarah Wiggum (hangja)                      | 5 epizód                                                                                |
| 2022      |                                        | 37th Independent Spirit Awards      | önmaga                                     | különkiadás                                                                             |
| 2022      | A rezervátum kutyái                    | Reservation Dogs                    | Anna                                       | 1 epizód                                                                                |
| 2022      | Amerikai fater                         | American Dad!                       | bíró (hangja)                              | 1 epizód                                                                                |
| 2023–2024 | Percy Jackson és az olimposziak        | Percy Jackson and the Olympians     | Alecto                                     | 3 epizód                                                                                |
| 2024      | Az Esernyő Akadémia                    | The Umbrella Academy                | Dr. Jean Thibodeau                         | - 6 epizód - magyar hangja: - Murányi Tünde                                             |

## Díjak és jelölések
Golden Globe-díj
| Év   | Kategória                                                       | Jelölt mű     | Eredmény |
| ---- | --------------------------------------------------------------- | ------------- | -------- |
| 2001 | legjobb női mellékszereplő (sorozat, minisorozat vagy tévéfilm) | Will és Grace | Jelölve  |
| 2002 | legjobb női mellékszereplő (sorozat, minisorozat vagy tévéfilm) | Will és Grace | Jelölve  |
| 2003 | legjobb női mellékszereplő (sorozat, minisorozat vagy tévéfilm) | Will és Grace | Jelölve  |
| 2004 | legjobb női mellékszereplő (sorozat, minisorozat vagy tévéfilm) | Will és Grace | Jelölve  |

Daytime Emmy-díj
| Év   | Kategória                               | Jelölt mű       | Eredmény |
| ---- | --------------------------------------- | --------------- | -------- |
| 2015 | legjobb előadóművész animációs műsorban | Szófia hercegnő | Jelölve  |

Primetime Emmy-díj
| Év   | Kategória                                    | Jelölt mű     | Eredmény |
| ---- | -------------------------------------------- | ------------- | -------- |
| 2000 | legjobb női mellékszereplő (vígjátéksorozat) | Will és Grace | Elnyerte |
| 2001 | legjobb női mellékszereplő (vígjátéksorozat) | Will és Grace | Jelölve  |
| 2002 | legjobb női mellékszereplő (vígjátéksorozat) | Will és Grace | Jelölve  |
| 2003 | legjobb női mellékszereplő (vígjátéksorozat) | Will és Grace | Jelölve  |
| 2004 | legjobb női mellékszereplő (vígjátéksorozat) | Will és Grace | Jelölve  |
| 2005 | legjobb női mellékszereplő (vígjátéksorozat) | Will és Grace | Jelölve  |
| 2006 | legjobb női mellékszereplő (vígjátéksorozat) | Will és Grace | Elnyerte |
| 2018 | legjobb női mellékszereplő (vígjátéksorozat) | Will és Grace | Jelölve  |

Screen Actors Guild-díj
| Év   | Kategória                               | Jelölt mű     | Eredmény |
| ---- | --------------------------------------- | ------------- | -------- |
| 2001 | Legjobb szereplőgárda (vígjátéksorozat) | Will és Grace | Elnyerte |
| 2001 | Legjobb színésznő (vígjátéksorozat)     | Will és Grace | Jelölve  |
| 2002 | Legjobb szereplőgárda (vígjátéksorozat) | Will és Grace | Jelölve  |
| 2002 | Legjobb színésznő (vígjátéksorozat)     | Will és Grace | Elnyerte |
| 2003 | Legjobb szereplőgárda (vígjátéksorozat) | Will és Grace | Jelölve  |
| 2003 | Legjobb színésznő (vígjátéksorozat)     | Will és Grace | Elnyerte |
| 2004 | Legjobb szereplőgárda (vígjátéksorozat) | Will és Grace | Jelölve  |
| 2004 | Legjobb színésznő (vígjátéksorozat)     | Will és Grace | Elnyerte |
| 2005 | Legjobb szereplőgárda (vígjátéksorozat) | Will és Grace | Jelölve  |
| 2005 | Legjobb színésznő (vígjátéksorozat)     | Will és Grace | Jelölve  |
| 2006 | Legjobb színésznő (vígjátéksorozat)     | Will és Grace | Jelölve  |
| 2007 | Legjobb színésznő (vígjátéksorozat)     | Will és Grace | Jelölve  |

Egyéb díjak
| Év   | Díj                          | Kategória                                                             | Jelölt mű              | Eredmény |
| ---- | ---------------------------- | --------------------------------------------------------------------- | ---------------------- | -------- |
| 1987 | Young Artist Award           | Legjobb fiatal színésznő új televíziós vígjáték- vagy drámasorozatban | The Ellen Burstyn Show | Jelölve  |
| 2002 | Teen Choice Awards           | Legjobb televíziós színésznő (vígjáték)                               | Will és Grace          | Jelölve  |
| 2005 | People’s Choice Awards       | Kedvenc női televíziós előadóművész                                   | Will és Grace          | Jelölve  |
| 2008 | Broadway.com Audience Awards | Kedvenc női főszereplő Broadway-musicalben                            | Young Frankenstein     | Elnyerte |
| 2018 | Gold Derby Awards            | Legjobb női mellékszereplő (vígjátéksorozat)                          | Will és Grace          | Jelölve  |

## Fordítás
- Ez a szócikk részben vagy egészben  a   Megan Mullally című angol Wikipédia-szócikk fordításán alapul.  Az eredeti cikk szerkesztőit annak laptörténete sorolja fel. Ez a jelzés csupán a megfogalmazás eredetét és a szerzői jogokat jelzi, nem szolgál a cikkben szereplő információk forrásmegjelöléseként.
- Ez a szócikk részben vagy egészben  a   List of awards and nominations received by Megan Mullally című angol Wikipédia-szócikk fordításán alapul.  Az eredeti cikk szerkesztőit annak laptörténete sorolja fel. Ez a jelzés csupán a megfogalmazás eredetét és a szerzői jogokat jelzi, nem szolgál a cikkben szereplő információk forrásmegjelöléseként.